# Trevor Jacob
Trevor Daniel Jacob (* 6. August 1993 in West Hills, Kalifornien) ist ein ehemaliger US-amerikanischer Snowboarder. Er startete u. a. in der Disziplin Snowboardcross.

## Sportliche Karriere
Trevor Jacob startete im Dezember 2007 in Breckenridge erstmals im Snowboard Nor-Am-Cup und im Januar 2010 in Calgary im Snowboard-Weltcup, wobei er den 24. Platz in der Halfpipe und den 20. Rang im Slopestyle errang. In der Saison 2012/13 holte er in Canyons seinen einzigen Sieg im Nor-Am-Cup und errang mit zwei Top-Zehn-Platzierungen den 23. Platz im Snowboardcross-Weltcup. Nach Platz 29 in Montafon und Rang zehn in Lake Louise zu Beginn der Saison 2013/14, holte er im Snowboardcross in Vallnord-Arcalís seinen einzigen Weltcupsieg und erreichte damit den 15. Platz im Snowboardcross-Weltcup. Bei seiner einzigen Teilnahme an Olympischen Winterspielen im Februar 2014 in Sotschi wurde er Neunter im Snowboardcross. In der Saison 2014/15 belegte er bei den Snowboard-Weltmeisterschaften 2015 am Kreischberg den 45. Platz und absolvierte in La Molina seinen 11. und damit letzten Weltcup, welchen er auf dem 23. Platz beendete. Im folgenden Jahr wurde er bei den Winter-X-Games in Aspen Fünfter im Snowboardcross.

## Absichtlicher Absturz seines Kleinflugzeugs
Im November 2021 brachte er sein Kleinflugzeug vom Typ Taylorcraft BL-65  absichtlich zum Absturz und veröffentlichte darüber ein Video auf YouTube, in dem er den Absturz als Flugunfall darstellte. Daraufhin entzog ihm die US-Luftfahrtbehörde FAA im April 2022 die Privatpilotenlizenz. Jacob erklärte im Mai 2023, dass er sich schuldig bekennen werde, Zerstörung und Verheimlichung („destruction and concealment“) begangen zu haben. Im Dezember 2023 wurde er wegen Irreführung der Justizbehörden zu sechs Monaten Haft verurteilt. Jacob hatte das Video nur inszeniert, um damit mehr als vier Millionen Klicks zu generieren, also Geld zu verdienen.

## Teilnahmen an Weltmeisterschaften und Olympischen Winterspielen

### Olympische Winterspiele
- 2014 Sotschi: 9. Platz Snowboardcross

### Snowboard-Weltmeisterschaften
- 2015 Kreischberg: 45. Platz Snowboardcross

## Weltcupsiege und Weltcup-Gesamtplatzierungen

### Weltcupsiege
| Nr. | Datum           | Ort              | Disziplin      |
| --- | --------------- | ---------------- | -------------- |
| 1.  | 11. Januar 2014 | Vallnord-Arcalís | Snowboardcross |

### Weltcup-Gesamtplatzierungen
| Saison  | Snowboardcross | Snowboardcross |
| Saison  | Punkte         | Platz          |
| ------- | -------------- | -------------- |
| 2012/13 | 866            | 23.            |
| 2013/14 | 1296           | 15.            |
| 2014/15 | 80             | 41.            |